# Effet de faux consensus

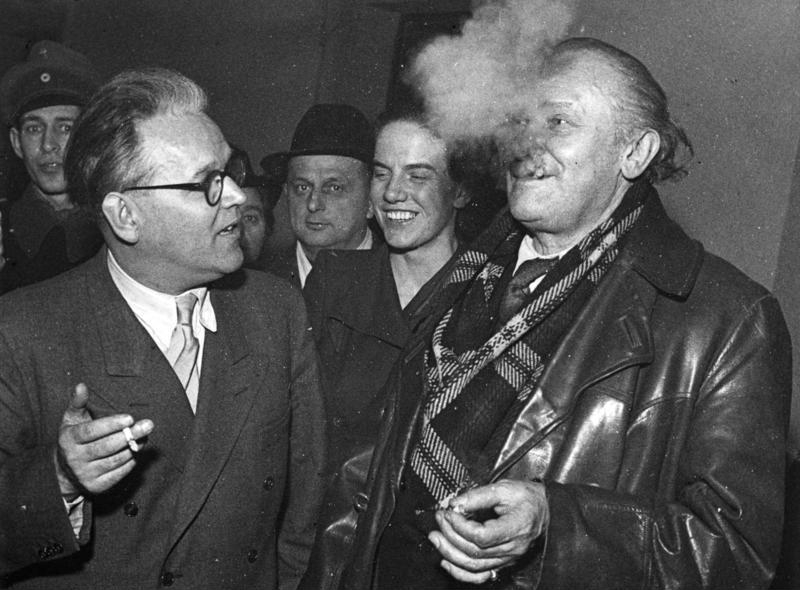
Le pourcentage de la population fumeur estimant que la population est corrélée (biaisée) avec plusieurs de ses connaissances fumeurs.

Pour les articles homonymes, voir Consensus.
L'effet de faux consensus est un biais cognitif d'avoir soi-même la tendance à surestimer le degré d'accord que les autres ont avec soi (dans leurs opinions, leurs croyances, les préférences, les valeurs et les habitudes). C'est aussi la tendance égocentrique à estimer le comportement d'autrui à partir de son propre comportement,,.
Les gens ont tendance à penser que leurs propres opinions, les croyances, les préférences, les valeurs et les habitudes sont parmi les plus largement soutenues par la majorité. Cette croyance est un biais qui exagère la confiance des individus dans leurs croyances, même quand ils ont tort ou sont minoritaires.
Souvent, ce biais apparaît dans des groupes de discussion dans lesquels l'opinion collective est la même que celle des individus dans le groupe. En tant que membres du groupe qui sont parvenus à un consensus interne et qui se trouvent rarement confrontés à quelqu'un qui conteste ce consensus, ils ont donc tendance à croire que tout le monde, y compris les personnes en dehors du groupe, est du même avis que celui-ci.
Ce biais cognitif tend à conduire à la perception d'un consensus qui n'existe pas, un « faux consensus ».
Cet effet de faux consensus est important, car il augmente l'estime de soi (effet de l'excès de confiance). Il est dérivé d'un désir de se conformer et d'être aimé par les autres dans un environnement social. Ce biais est particulièrement répandu dans les groupes où l'on pense l'opinion collective de leur propre groupe correspond à celui de la population en général (bref, que son groupe en représentatif). Étant donné que les membres d'un groupe parviennent à un consensus et rencontrent rarement ceux qui contestent, ils ont tendance à croire que tout le monde pense de la même façon. L'effet de faux consensus ne se limite pas aux cas où les gens croient que leurs valeurs sont partagées par la majorité, mais elle se manifeste toujours comme une surestimation de l'étendue de leur croyance. Par exemple, les fondamentalistes ne croient pas nécessairement que la majorité des gens partagent leurs points de vue, mais leurs estimations du nombre de personnes qui partagent leur point de vue auront tendance à dépasser le nombre réel.
Lorsqu'ils sont confrontés à la preuve qu'il n'y a pas un consensus, les gens supposent souvent que ceux qui ne sont pas d'accord avec eux sont « défectueux ».
Il n'y a pas de cause unique pour ce biais cognitif mais il a été suggéré que, au moins partiellement, les facteurs sous-jacents peuvent être l'Heuristique de disponibilité, le biais de l'auto-service, et le réalisme naïf.
Ce biais peut conduire à prendre des décisions avec trop peu d'informations. Face à l'incertitude et une carence d'informations, les gens se projettent souvent eux-mêmes dans la situation. Lorsque cette connaissance personnelle est utilisée a priori pour faire des généralisations, il se traduit souvent par un faux sentiment d'appartenance à la pensée dominante.
L'effet de faux consensus peut être contrasté par l'ignorance pluraliste, une erreur dans laquelle les gens désapprouvent en privé, mais soutiennent publiquement ce qui semble être l'opinion majoritaire (au sujet d'une norme ou d'une conviction), alors que la majorité en fait, partage leur désapprobation (privé). Bien que l'effet de faux consensus amène les gens à croire à tort que la majorité est d'accord avec eux (lorsque la majorité, en fait, est ouvertement en désaccord avec eux), l'effet de l'ignorance pluraliste conduit les gens à croire à tort qu'ils sont en désaccord avec la majorité (lorsque la majorité, en fait, est secrètement d'accord avec eux). L'ignorance pluraliste pourrait, par exemple, conduire un étudiant de se livrer à la consommation excessive en raison de la croyance erronée que la plupart des autres étudiants l'approuvent, alors qu'en réalité la plupart des autres étudiants désapprouvent, mais se comportent de la même manière, car ils partagent la même opinion erronée (mais collectivement autonome). Dans un exemple parallèle de l'effet de faux consensus, un étudiant qui aime les beuveries pourrait croire que la majorité aime cela aussi, alors qu'en réalité, la plupart des autres ne l'aiment pas et le disent ouvertement.

## Approche théorique majeure

### Origine de la théorie majeure
Le faux consensus renvoie à deux théories parallèles de perception sociale, « l'étude de la façon dont nous formons nos impressions et agissons sur d'autres personnes ».

#### Théorie de la comparaison sociale
La conclusion principale de la théorie de la comparaison sociale (1954) de Leon Festinger est que les individus évaluent leurs pensées et les attitudes fondées sur d'autres personnes. Cela peut être motivé par un désir de confirmation et de la nécessité de se sentir bien par rapport à soi-même. Dans le prolongement de cette théorie, les gens peuvent utiliser d'autres sources d'information pour définir la réalité sociale et le comportement de guide. On appelle cela l'influence sociale d'information,. Le problème, cependant, est que les gens sont souvent incapables de percevoir avec précision la norme sociale et les attitudes réelles des autres. En d'autres termes, la recherche a montré que les gens sont des « psychologues intuitifs » étonnamment pauvres et que nos jugements sociaux sont souvent inexacts. Cette découverte a contribué à jeter les bases d'une compréhension du traitement partial et de la perception sociale inexacte. L'effet de faux consensus est un exemple d'une telle imprécision.

#### Théorie de la projection (ou concept de projection)
La deuxième théorie influente est la « projection ». C'est l'idée que les gens projettent leurs propres attitudes et croyances sur les autres. Cette idée de « projection » n'est pas un concept nouveau. Elle se manifeste dans l'œuvre de Sigmund Freud sur le mécanisme de défense de la projection, le travail de D.S. Holmes sur la « projection attributive » (1968), et le travail de Gustav Ichheisser sur la « perception sociale » (1970). D.S. Holmes, par exemple, décrit la projection sociale comme le processus par lequel les gens « tentent de valider leurs croyances en projetant leurs propres caractéristiques sur d'autres individus ».
Ici, une connexion peut être établie entre les deux théories énoncés de comparaison sociale et de projection. Premièrement, comme la théorie de la comparaison sociale explique, les individus cherchent constamment à ses pairs en tant que groupe de référence et sont motivés à le faire afin d'obtenir la confirmation de leurs propres attitudes et croyances. Afin de garantir la confirmation et une meilleure estime de soi, cependant, un individu pourrait inconsciemment projeter leurs propres croyances sur les autres (les cibles de leurs comparaisons). Ce résultat final est l'effet de faux consensus. Pour résumer, l'effet de faux consensus peut être considérée comme découlant de la théorie de la comparaison sociale et le concept de projection.

### Méthodologie de Ross, Greene, et House (en 1977)
|              | Non-consommateurs (%) | Consommateurs (%) |
| ------------ | --------------------- | ----------------- |
| Aucun        | 1,1                   | 0,2               |
| Très peu     | 11,4                  | 1,0               |
| Peu          | 11,8                  | 1,7               |
| Assez        | 31,8                  | 16,9              |
| Beaucoup     | 25,3                  | 29,1              |
| Presque tous | 18,7                  | 51,2              |

L'effet de faux consensus, tel que défini par Ross, Greene, et House (en 1977), est connu pour être le point culminant des nombreuses théories connexes qui l'ont précédé. Dans leur série bien connue de quatre études, Ross et ses collaborateurs ont émis l'hypothèse et ont démontré que les gens ont tendance à surestimer la popularité de leurs propres croyances et préférences.
Dans chacune des études, des sujets ou des « évaluateurs » ont été invités à choisir quelques réponses exclusives. Ils auraient alors à prédire la popularité de chacun de leurs choix parmi les autres participants, appelés « acteurs ».
Pour aller plus loin, Ross et ses collaborateurs ont également proposé et testé un biais lié à des déductions sociales : ils ont constaté que les « évaluateurs » dans une expérience, on estimé que leur propre réponse n'était pas commune, mais aussi pas très révélateur des « dispositions personnelles distinctives ».
D'autre part, les réponses alternatives ou opposées ont été perçues comme beaucoup plus révélateur des « acteurs » en tant que personnes. En général, les évaluateurs ont fait plus des « prédictions extrêmes » au sujet de la personnalité des « acteurs » qui ne partagent pas la préférence de l'« évaluateurs ». En fait, les évaluateurs ont peut-être même pensé qu'il y avait quelque chose de mal avec les gens exprimant la réponse alternative.
Dans les dix ans après la publication de Ross et ses collaborateurs, près de cinquante articles ont été publiés avec des données sur l'effet de faux consensus. Les approches théoriques ont également été élargies. Les perspectives théoriques de cette époque peuvent être divisés en quatre catégories :
- l'exposition sélective et la disponibilité cognitive ;
- la focalisation de l'attention ;
- le traitement logique de l'information ;
- des processus de motivation[15].

En général, les chercheurs et les concepteurs de ces théories croient qu'il n'y a pas une seule bonne réponse. Au lieu de cela, ils admettent qu'il existe un chevauchement entre les théories et que l'effet de faux consensus est très probablement due à une combinaison de ces facteurs.
Marks et Miller proposent un cadre en s'appuyant sur quatre hypothèses explicative du phénomène de l'effet de consensus, l'une des quatre hypothèses étant plus adaptée dans un cas ou bien une autre dans un autre cas.
Cette théorie de Marks et Miller s'inscrit dans un courant de cognition sociale.

### Traitement logique de l'information
Cette théorie suppose que la pensée active et apparemment rationnelle souligne les estimations individuelles de leur similitude avec les autres.
Cela se manifeste par les attributions causales. Par exemple, si une personne fait une attribution externe de sa croyance, l'individu verra probablement son expérience de la chose en question comme une simple question d'expérience objectivité. Par exemple, quelques cinéphiles peuvent faussement supposer que la qualité du film est une entité purement objective. Pour expliquer leur mécontentement avec elle, les téléspectateurs peuvent dire qu'il était tout simplement un mauvais film (une attribution externe). Sur cette base (peut-être erronée) hypothèse d'objectivité, il semble rationnel ou « logique » de supposer que tout le monde aura la même expérience — le consensus pourra être élevé. D'autre part, quelqu'un dans la même situation qui fait une attribution interne (peut-être un amateur de cinéma qui est bien au courant des normes cinématographiques élevées) réalisera la subjectivité de l'expérience et sera tiré à la conclusion opposée — leur estimation du consensus avec leur expérience sera beaucoup plus faible.
Bien qu'ils aboutissent à deux résultats opposés, les deux chemins d'attribution reposent sur une hypothèse de départ qui conduit alors à une conclusion « logique ». Selon cette logique, alors, on peut dire que l'effet de faux consensus est vraiment un reflet de l'erreur fondamentale d'attribution (spécifiquement le biais acteur-observateur), dans lequel les gens préfèrent les attributions « externes/situationnels » sur les « internes/dispositionnels » pour justifier leurs propres comportements.

#### Étudeempirique
Dans une étude réalisée par Shaul Fox, Yoel Yinon et Avigail Mayraz, les chercheurs ont tenté de déterminer si les niveaux de l'effet de faux consensus changeaient selon l'âge. Afin de parvenir à une conclusion, les chercheurs ont divisé leurs 200 participants en quatre groupes d'âge différents. Cette étude a utilisé un questionnaire comme principale source d'information. Les résultats ont montré que l'effet de faux consensus était extrêmement répandu dans tous les groupes, mais était le plus répandu dans le groupe d'âge le plus vieux (groupe étiqueté comme « résidents des maisons de retraites »).
Les chercheurs ont montré l'effet de faux consensus sur l'ensemble des douze domaines sur lesquels ils interrogeaient. L'augmentation de l'effet de faux consensus observé dans le groupe d'âge le plus vieux peut être expliqué par leur haut niveau de raisonnement « logique » derrière leurs décisions — le groupe d'âge le plus vieux a évidemment vécu le plus longtemps et c'est donc ce groupe qui peut projeter (et connaitre) les croyances de tous les groupes d'âge en raison de leurs expériences passées (apparemment objectives) et de leur sagesse. Les groupes d'âge les plus jeunes peuvent logiquement moins se rapporter à leurs expériences passées et ne peuvent donc pas prétendre connaître ces vérités (objectives). Ces résultats démontrent une tendance pour les personnes âgées de compter davantage sur les attributions situationnelles (ex: expérience de la vie) par opposition aux attributions internes.

### Focalisation de l'attention
Une autre cause possible de l'effet de faux consensus est que les individus ne reçoivent pas la même quantité d'informations pour et contre une croyance particulière. En fait, les gens sont exposés de manière sélective à l'information qui doit soutenir leurs croyances et coutumes,, en partie à cause de leurs habitudes et les gens avec qui ils interagissent. Par exemple, les conservateurs lisent la presse conservatrice qui renforce leurs idées, les fondamentalistes religieux chrétiens ont tendance à lire « créationniste » la littérature et la biologie non évolutive, réaffirmant ainsi sa conviction que l'évolution est juste une théorie et non un fait qui est considéré comme largement testé.
Parce que les individus obtiennent, dans leur environnement, facilement des arguments et des preuves appuyant leurs croyances, alors qu'au contraire, ils n'obtiennent que très peu d'informations qui réfute leurs croyances de la part d'individus avec des idées qui semblent plus raisonnable et sûr, et donc qui semble plus commune et répandue, qui en crée une information donc plus équilibrée. Non seulement les individus ont plus d'informations sur les arguments qui confirment leurs croyances, mais qui ont en général des liens plus étroits avec des personnes qui partagent leurs croyances et coutumes. Par conséquent lorsque vous essayez de calculer ou estimer le nombre de personnes qui partagent certaines de leurs croyances ou habitudes, surestimant d'un échantillon largement biaisée.
Cette théorie suggère que lorsqu'une personne se concentre uniquement sur leur propre position préférée, ils sont plus susceptibles de surestimer sa popularité, tombant ainsi victime de l'effet de faux consensus. En effet, cette position est le seul dans leur conscience immédiate. L'individu effectue donc une action qui favorise la position, il sera plus prégnant et cela pourrait sûrement augmenter l'effet de faux consensus. Toutefois, si plusieurs positions sont présentées à l'individu, la force de l'effet de faux consensus pourrait diminuer de manière significative.

### Exposition sélective et l'heuristique de disponibilité, Auto-sélection et la disponibilité cognitive
La plupart des recherches récentes sur l'effet de faux consensus a cherché à comprendre pourquoi les gens exagèrent sans se rendre compte de la mesure dans laquelle les autres partagent leurs idées. Cette recherche a révélé qu'il n'y a pas de cause unique, mais un ensemble de causes associées à des facteurs de motivation, la disponibilité de l'information et de l'ambiguïté liée et provoque l'attribution erronée des causes.
Cette théorie est étroitement liée à la disponibilité heuristique, ce qui suggère que les perceptions de similitude (ou la différence) sont affectées par la facilité de revenir à notre mémoire. Et comme on pouvait s'y attendre, les similitudes entre soi-même et d'autres sont plus facilement rappelées que les différences. Ceci est dû au fait que les gens s'associent généralement avec ceux qui sont semblables à eux-mêmes. Cette auto-sélection des personnes avec d'autres qui leur sont similaires peut-être un biais ou restreindre l'« échantillon d'informations sur la véritable diversité des opinions dans l'environnement social plus large ». À la suite de cette auto-sélection des personnes et heuristique de disponibilité, il est naturel que des idées similaires priment.

#### Étude empirique
Botvin, Baker, Dusenbury et Goldberg (1992) ont fait une étude populaire sur les effets de l'effet de faux consensus parmi une communauté adolescente spécifique dans le but de déterminer si les élèves montrent un niveau plus élevé de l'effet de faux consensus parmi leurs pairs directs comme opposition à la société en général.
Les participants à cette expérience étaient 203 étudiants âgés de 18 à 25 (avec un âge moyen de 18,5 ans). Les participants ont reçu un questionnaire et on leur a demandé de répondre à des questions concernant différents sujets sociaux. Pour chaque sujet social, ils ont été invités à répondre à ce qu'ils ont ressenti sur le sujet et d'estimer le pourcentage de leurs pairs qui seraient d'accord avec eux. Les résultats ont déterminé que l'effet de faux consensus était extrêmement répandu lorsque les participants décrivaient le reste de leur communauté collégiale ; sur vingt sujets examinés, seize d'entre eux ont manifesté en avec évidence les effets du faux consensus. Les niveaux élevés de l'effet de faux consensus observé dans cette étude peuvent être attribués au groupe étudié ; car on a demandé aux participants de se comparer à un groupe de pairs qu'ils côtoient tout le temps (et qui sont donc très semblable à eux-mêmes), les niveaux d'effet de faux consensus ont augmenté.

### Processus de motivation — les causes motivationnelles
Cette théorie souligne les avantages de l'effet de faux consensus : à savoir, la perception de la validation sociale accrue, le soutien social et l'estime de soi. Il peut également être utile d'exagérer les similitudes dans des situations sociales afin d'accroître ses propres opinions. Il est possible que ces avantages servent de renforcement à ce mécanisme de faux consensus,,,,,,.

Représentations tridimensionnelles ambiguës des objets en trois dimensions.

## Relation à la psychologie de la personnalité
Dans le domaine de la psychologie de la personnalité, l'effet de faux consensus n'a pas d'effets significatifs. Ceci est, parce que l'effet de faux consensus repose largement sur l'environnement social et la façon dont une personne interprète cet environnement. Au lieu de regarder les attributions de situation, la psychologie de la personnalité évalue une personne avec des attributions dispositionnels, ce qui rend l'effet de faux consensus relativement sans importance dans ce domaine. Par conséquent, la personnalité d'une personne pourrait potentiellement affecter la mesure dans laquelle la personne repose sur l'effet de faux consensus, mais pas l'existence d'un tel trait[réf. nécessaire].

## Applications
L'effet de faux consensus est un biais d'attribution important à prendre en considération lors de la conduite des affaires et dans les interactions sociales quotidiennes. Essentiellement, les gens sont enclins à croire que la population générale est d'accord avec leurs opinions et jugements. Que cette croyance soit exacte ou non, il leur donne un sentiment d'assurance et de la sécurité plus grande en leurs décisions. Cela pourrait être un phénomène important à exploiter ou à éviter dans les relations d'affaires.
Par exemple, si un homme doutait pour l'achat d'un nouvel outil, le fait de briser son idée que d'autres soit d'accord avec son doute, serait une étape importante pour le persuader d'effectuer l'achat. Par le fait de convaincre son client que d'autres personnes, en fait, veulent acheter l'appareil, le vendeur aurait peut-être faire une vente qu'il n'aurait pas fait autrement.

## Incertitudes
Il y a ambiguïté sur plusieurs facettes de l'effet de faux consensus et de son étude. Tout d'abord, on ne sait pas exactement quels facteurs jouent le plus grand rôle dans la force et la prévalence de l'effet de faux consensus chez les individus. Par exemple, deux personnes dans le même groupe et avec le statut social très similaire pourraient avoir des niveaux très différents de l'effet de faux consensus, mais on ne sait pas si cela est sociale, ou bien dû à la personnalité, ou bien des différences de perception entre eux jouent un plus grand rôle dans cet écart)[citation nécessaire].
En outre, il peut être difficile d'obtenir des données précises de l'enquête sur l'effet de faux consensus (ainsi que d'autres biais psychologiques) parce que la recherche, des groupes cohérents et fiables à enquêter (souvent sur une longue période de temps) conduit souvent à des groupes qui pourrait avoir une dynamique légèrement différentes de celles du « monde réel ». Par exemple, la plupart des études citées dans cet article a examiné les étudiants, qui pourraient avoir un niveau particulièrement élevé de l'effet de faux consensus à la fois parce qu'ils sont entourés par leurs pairs (et peut-être l'expérience de la heuristique de disponibilité) et parce qu'ils supposent souvent qu'ils sont semblables à leurs pairs. Cela peut entraîner des données déformées de certaines études de l'effet de faux consensus[citation nécessaire].
De cette façon, l'effet de faux consensus est étroitement lié à conformité, l'effet dans lequel un individu est influencé pour faire correspondre les croyances ou les comportements d'un groupe. Il existe des différences entre l'effet de faux consensus et celui de la conformité: le plus important étant que la conformité est le fait de correspondre à des comportements, des croyances ou des attitudes d'un vrai groupe, alors que l'effet de faux consensus est percevoir que d'autres individus partagent vos comportements, des croyances ou des attitudes et si oui ou non ils le font vraiment. Rendre le client à se sentir dans la norme (comme partagent l'opinion des autres, de la société) lui fera se sentir plus confiants quant à son achat et lui faire croire que d'autres personnes auraient pris la même décision.
De même, les éléments de la société affectés par l'opinion publique — les élections, la publicité, les médias — sont très influencés par l'effet de faux consensus. Ceci en partie, parce que la façon dont les gens développent leur perception implique un « processus différentiels de sensibilisation ». Autrement dit, alors que certaines personnes sont motivés pour parvenir à des conclusions correctes, d'autres peuvent être motivés pour tirer des conclusions privilégiées. Les membres de cette dernière catégorie feront le plus souvent l'expérience de l'effet de faux consensus, parce que le sujet est susceptible de rechercher activement des supporters semblables et peut esquiver ou ignorer l'opposition.